# Dikasterij za biskupe
Dikasterij za biskupe (lat. Congregatio pro Episcopis) jedan je od dikasterija Rimske kurije koji je zadužen za rješavanje svih problema biskupa i biskupija, osim onih koje ovise o Dikasteriju za Istočne Crkve i za Dikasteriju za evangelizaciju. Priprema biskupska imenovanja, osim u nekolicini zemalja (npr. Francuskoj) te dogovora posjete ad limina. Također je i posrednik između biskupskih konferencija i Kurije. Toj kongregaciji pridruženi su Povjerenstvo za Latinsku Ameriku i Komisija za emigrante i raseljene.

## Povijest
Dikasterij za biskupe ima svoje korijene u Konzistorijskoj kongregaciji koju je osnovao Siksto V. 22. siječnja 1588. Godine 1967. ime se mijenja u Kongregacija za biskupe. Od 2023. do izbora za papu 2025. prefekt je bio kardinal Robert Francis Prevost. Od 12. listopada 2013. godine tajnik je nadbiskup Ilson de Jesus Montanari.

## Konzistorijska kongregacija

### Tajnici
- Domenico Riviera (1710. – 1730.)
- Carlo Gaetano Stampa (1735. – 1737.)
- Niccola Clarelli Parracciani (1860. – 1872. ?)
- Carmine Gori-Merosi (1882. – 1886.)
- Carlo Nocella (1892. – 1903.)
- Gaetano de Lai (1908. – 1928.)
- Carlo Perosi (1928. – 1930.)
- Raffaele Rossi (1930. – 1948.)
- Adeodato Giovanni Piazza (1948. – 1957.)
- Marcello Mimmi (1957. – 1961.)
- Carlo Confalonieri (1961. – 1965.)

## Kongregacija za biskupe

### Prefekti
- Carlo Confalonieri (1965. – 1973.)
- Sebastiano Baggio (1973. – 1984.)
- Bernardin Gantin (1984. – 1998.)
- Lucas Moreira Neves (1998. – 2000.)
- Giovanni Battista Re (2000. – 2010.)
- Marc Ouellet (2010. – 2023.)
- Robert Francis Prevost (2023. – 2025.)

### Tajnici
- Francesco Carpino (1961. – 1967.)
- Ernesto Civardi (1967. – 1979.)
- Lucas Moreira Neves (1979. – 1987.)
- Giovanni Battista Re (1987. – 1989.)
- Justin Francis Rigali (1989. – 1994.)
- Jorge María Mejía (1994. – 1998.)
- Francesco Monterisi (1998. – 2009.)
- Manuel Monteiro de Castro (2009. – 2012.)
- Lorenzo Baldisseri (2012. – 2013.)
- Ilson de Jesus Montanari (2013. – ...)[1]